# Sân bay Zweibrücken
Sân bay Zweibrücken (IATA: ZQW, ICAO: EDRZ), hay Flughafen Zweibrücken trong tiếng Đức, là một sân bay ở Zweibrücken, Đức. Năm 2007, có 287.251 lượt khách sử dụng sân bay này.

## Các hãng hàng không và các tuyến điểm
- Germanwings (Berlin-Schönefeld)
- Ryanair (London-Stansted [bắt đầu ngày 28 tháng 10 năm 2008])
- Sky Airlines (Antalya)
- TUIfly (Antalya, Fuerteventura, Heraklion, Las Palmas, Palma de Mallorca, Rhodos, Tenerife-South)